# Espiguetidina
La espiguetidina es una alcaloide benzo[d]-1,3-dioxolo[4,5-g]pirido[4,3,2-jk][2]benzazepínico aislado de la corteza de la planta boliviana Duguetia spixiana (Annonaceae)